# تپه سر سراب ۲ گرده کانه ۷۲ - K
تپه سر سراب ۲ گرده کانه ۷۲ - K مربوط به دوران پیش از تاریخ ایران باستان - دوره سلجوقیان است و در شهرستان کنگاور، روستای گردگانه واقع شده و این اثر در تاریخ ۱۰ دی ۱۳۸۱ با شمارهٔ ثبت ۶۶۴۵ به‌عنوان یکی از آثار ملی ایران به ثبت رسیده است.